# Svenska mästerskapen i längdskidåkning 1957
Svenska mästerskapen i längdskidåkning 1957 arrangerades i Malung.

## Medaljörer, resultat

### Herrar
| Gren              | Guld                                                       | Guld                                                       | Guld    | Silver                                                        | Silver                                                        | Silver  | Brons                                                 | Brons                                                 | Brons   |
| 15 km             | Sixten Jernberg                                            | Lima IF                                                    |         | Gunnar Samuelsson                                             | Lima IF                                                       |         | Lennart Larsson                                       | SK Järven                                             |         |
| 30 km             | Sixten Jernberg                                            | Lima IF                                                    |         | Lennart Larsson                                               | SK Järven                                                     |         | Per-Erik Larsson                                      | Oxbergs IF                                            |         |
| 50 km             | Sixten Jernberg                                            | Lima IF                                                    | 3:20:00 | Per-Erik Larsson                                              | Oxbergs IF                                                    | 3:24.13 | Lennart Larsson                                       | SK Järven                                             | 3:25:27 |
| Stafett 3 x 10 km | Lima IF (Inge Limberg, Gunnar Samuelsson, Sixten Jernberg) | Lima IF (Inge Limberg, Gunnar Samuelsson, Sixten Jernberg) | 1:47:58 | SK Järven (H. Boström, I. Karlsson, Lennart Larsson)          | SK Järven (H. Boström, I. Karlsson, Lennart Larsson)          | 1:49:11 | Oxbergs IF (G Larsson, S Eriksson, Per-Erik Larsson)  | Oxbergs IF (G Larsson, S Eriksson, Per-Erik Larsson)  | 1:49:12 |
| Lagtävling 15 km  | Lima IF                                                    | Lima IF                                                    |         |                                                               |                                                               |         |                                                       |                                                       |         |
| Lagtävling 30 km  | Lima IF                                                    | Lima IF                                                    |         |                                                               |                                                               |         |                                                       |                                                       |         |
| Lagtävling 50 km  | Lima IF (Sixten Jernberg, Sven Jernberg, Inge Limberg)     | Lima IF (Sixten Jernberg, Sven Jernberg, Inge Limberg)     |         | IFK Umeå (Gunnar Karlsson, Martin Lundström, Bengt Strömsten) | IFK Umeå (Gunnar Karlsson, Martin Lundström, Bengt Strömsten) |         | Lycksele IF (Sture Grahn, Åke Karlsson, Lennart Harr) | Lycksele IF (Sture Grahn, Åke Karlsson, Lennart Harr) |         |

### Damer
| Gren             | Guld                                                         | Guld                                                         | Guld    | Silver                                              | Silver                                              | Silver  | Brons                                     | Brons                                     | Brons   |
| 5 km             | Sonja Edström                                                | Luleå SK                                                     | 20:24   | Anna-Lisa Eriksson                                  | Selångers SK                                        | 20:50   | Irma Johansson Barbro Martinsson          | IFK Kalix Valbo IF                        | 21:01   |
| 10 km            | Sonja Edström                                                | Luleå SK                                                     |         | Anna-Lisa Eriksson                                  | Selångers SK                                        |         | Irma Johansson                            | IFK Kalix                                 |         |
| Stafett 3 x 5 km | Vårby IK (Ingrid Söderström, Berta Hallqvist, Märta Norberg) | Vårby IK (Ingrid Söderström, Berta Hallqvist, Märta Norberg) | 1:07:48 | Selångers SK (Karin Engberg, ?, Anna-Lisa Eriksson) | Selångers SK (Karin Engberg, ?, Anna-Lisa Eriksson) | 1:08:04 | Luleå SK (?, Vanja Pajala, Sonja Edström) | Luleå SK (?, Vanja Pajala, Sonja Edström) | 1:09:01 |
| Lagtävling 5 km  | Vårby IK (Märta Norberg, Berta Hallqvist, Ingrid Söderström) | Vårby IK (Märta Norberg, Berta Hallqvist, Ingrid Söderström) |         | Selångers SK                                        | Selångers SK                                        |         | Malungs IF                                | Malungs IF                                |         |
| Lagtävling 10 km | Vårby IK                                                     | Vårby IK                                                     |         |                                                     |                                                     |         |                                           |                                           |         |

### Webbkällor
- Svenska Skidförbundet